# Велигин, Пётр Владимирович
Пётр Владимирович Велигин (1923 — 13 апреля 1944) — Герой Советского Союза, сапёр, гвардии красноармеец.

## Биография
Пётр Владимирович Велигин родился в селе Злынка в крестьянской семье. Украинец. Окончил четыре класса. Работал грузчиком в городе Краснодар.
В 1942 году был призван в Красную Армию. На фронтах Великой Отечественной войны с 1942 года.
12 апреля 1944 года в ходе наступления Красной Армии в Крыму, разведывательная группа из разведчиков 3-го гвардейского отдельного мотоинженерного батальона и 91-го отдельного мотоциклетного батальона под командованием сержанта Николая Поддубного на танке проводила разведку расположения войск противника. Возле села Ашага-Джамин группа попала под артиллерийский обстрел, танк был повреждён и подразделение заняло оборону вокруг танка. В течение двух часов разведчики вели бой против батальона противника. Когда уже кончились боеприпасы, разведчики бросились в рукопашную и штыками и сапёрными лопатками уничтожили ещё 13 солдат противника. Силы были неравны и все они были схвачены. Разведчиков доставили в село и подвергли их жесточайшим пыткам. Ни один из них не выдал военную тайну. На рассвете всех разведчиков отволокли к оврагу, согнали местное население. Несмотря на тяжёлые раны, разведчики смогли встать на ноги и принять смерть как герои. Из девяти разведчиков в живых остался только один — В. А. Ершов.
Указом Президиума Верховного Совета СССР от 16 мая 1944 года Петру Велигину и всем разведчикам было присвоено звание Героев Советского Союза.

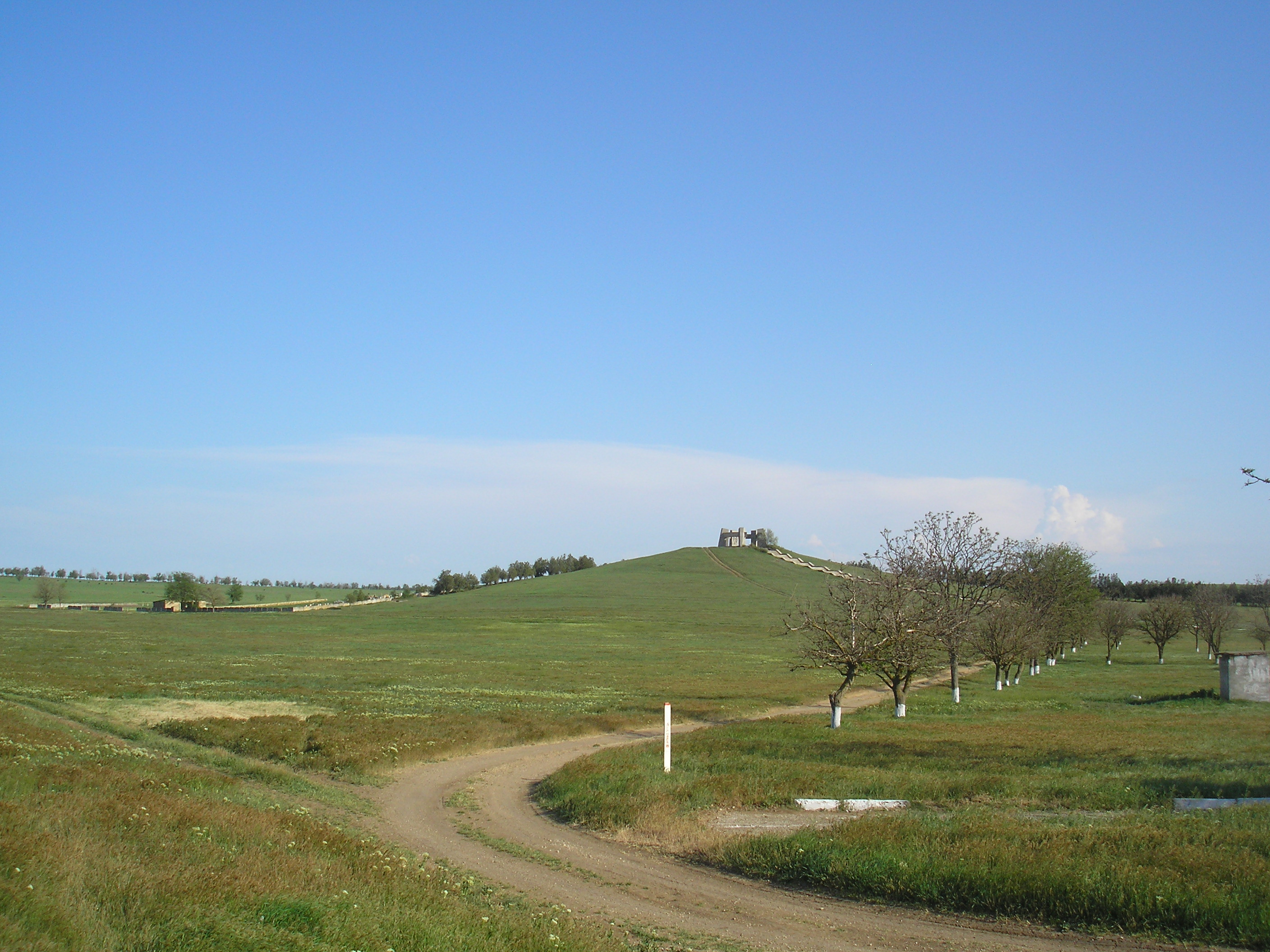
Братская могила восьми Героев Советского Союза. скульпторы В.В.Петренко, Н.И.Петренко, архитектор А.М.Крамаренко, Геройское

## Награды
- Медаль «Золотая Звезда» (16.05.1944).
- Орден Ленина (16.05.1944).
- Орден Отечественной войны 2-й степени (12.12.1943).
- Медаль «За оборону Сталинграда» (1943).

## Память
- В ознаменование подвига Героев разведчиков село Ашага-Джамин переименовано в Геройское.
- В ознаменование подвига на братской могиле героев воздвигнут гранитный обелиск с надписью: «Вечная слава Героям Советского Союза». Ниже высечены имена: «Гвардии сержанты Н. И. Поддубный, М. М. Абдулманапов; гвардии рядовые: П. В. Велигин, И. Т. Тимошенко, М. А. Задорожный, Г. Н. Захарченко, П. А. Иванов, А. Ф. Симоненко»
- В городе Саки в честь подвига названа улица «Восьми Героев».
- В ознаменование подвига в Симферополе воздвигнут памятник.
- В селе Злынка установлен бюст Героя, а школе № 1 присвоено его имя.
- Именем Героя названа улица в городе Малая Виска Кировоградской области.